# Diane Bertrand
Diane Bertrand (* 20. November 1951) ist eine französische Regisseurin und Drehbuchautorin. Ihr Film Un samedi sur la terre wurde bei den Internationalen Filmfestspielen von Cannes 1996 in der Reihe Un Certain Regard ausgestrahlt. Seit 1986 führte sie  bei neun Film- und Fernsehproduktionen Regie.

## Filmografie (Auswahl)
- 1991: Charcuterie fine: Clin d’œil au long métrage de Jeunet et Caro 'Delicatessen'
- 1991: 25 décembre 58, 10h36
- 1996: Ein Samstag auf Erden (Un samedi sur la terre)
- 1999: L’occasionnelle
- 2002: Retour de flamme
- 2005: L’Annulaire
- 2008: Baby Blues
- 2010: On bosse ici! On vit ici! On reste ici! (Kurzfilm) (Co-Regie)
- 2014: Les 18 du 57, Boulevard de Strasbourg (Kurzfilm) (Co-Regie)